# Enrique Villanueva
Enrique Villanueva è una municipalità di sesta classe delle Filippine, situata nella Provincia di Siquijor, nella regione di Visayas Centrale.
Enrique Villanueva è formata da 14 baranggay:
- Balolong
- Bino-ongan
- Bitaug
- Bolot
- Camogao
- Cangmangki
- Libo
- Lomangcapan
- Lotloton
- Manan-ao
- Olave
- Parian
- Poblacion
- Tulapos